# Óscar Jaenada
Óscar Jaenada   (Esplugues de Llobregat, 4 de maig de 1975) és un actor català. El 2006 va rebre el Goya per a Millor actor protagonista, per interpretar a Camarón de la Isla a la pel·lícula Camarón.

## Carrera
Óscar Jaenada va néixer el 4 de maig de 1975 a Esplugues de Llobregat. Va començar a actuar als tretze anys en obres de Shakespeare.
Jaenada es va traslladar a Madrid per millorar les seves perspectives professionals, va obtenir diversos papers a la televisió, apareixent en 7 vidas i Hospital Central, abans d'aconseguir treball en llargmetratges. Alguns dels seus primers papers van ser en produccions com Lisístrata (2002) i Descongélate (2003). Poc després, Achero Mañas li va oferir el paper protagonista a Noviembre (2003). Jaenada va ser candidat als Premis Goya en 2004 com a millor actor pel seu paper en aquesta producció, però no va poder assistir a la cerimònia per trobar-se a Argentina rodant El juego de la verdad. Al seu retorn a Espanya, li van oferir diversos papers en comèdies. Entre ells, el protagonista de la pel·lícula XXL (2004). També va aconseguir un paper fix a la sèrie Javier ya no vive solo.
Just quan Jaenada començava a sentir-se encasellat com a còmic, Jaime Chávarri li va enviar un guió per a una pel·lícula sobre la vida del cantaor Camarón de la Isla. Camarón es va estrenar al Festival Internacional de Cinema de Sant Sebastià del 2005. El 15 de desembre de 2005, Jaenada va ser nominat al Premi Goya al Millor Actor per la pel·lícula. Nou dies després, va ser nominat al premi Fotogrames de Plata i a la medalla del Cercle d'Escriptors Cinematogràfics. A principis de 2006, Jaenada va obtenir els tres guardons. També el 2006, Jaenada va exercir de mestre de cerimònies al costat de Candela Peña a la gala inaugural del Festival de Cinema de Màlaga. Una setmana després, va obtenir una nominació a la Unión de Actores y Actrices per la seva feina amb Chávarri.
El 2011, Jaenada va obtenir un paper a Pirates of the Caribbean: On Stranger Tides, on va interpretar un oficial espanyol. Va tornar a la temàtica pirata el 2011 per a la sèrie de Telecinco Piratas.

## Filmografia
| Any  | Pel·lícula                                   | Personatge                           | Director                |
| ---- | -------------------------------------------- | ------------------------------------ | ----------------------- |
| 2003 | Lisístrata                                   |                                      | Francesc Bellmunt       |
| 2003 | Descongélate                                 |                                      | Félix Sabroso           |
| 2003 | Noviembre                                    | Alfredo                              | Achero Mañas            |
| 2004 | El juego de la verdad                        |                                      | Álvaro Fernández Armero |
| 2004 | XXL                                          |                                      | Julio Sánchez Valdés    |
| 2005 | Camarón                                      | Camarón                              | Jaime Chávarri          |
| 2005 | Carne de Neon (Curtmetratge)                 |                                      |                         |
| 2005 | Desviados                                    |                                      | Jesús Ponce             |
| 2005 | Somme                                        | Gabriel                              |                         |
| 2006 | Días azules                                  | Boris                                | Miguel Samaseses        |
| 2006 | La vida abismal                              | El Chino                             | Ventura Pons            |
| 2006 | Skizo                                        | Iván                                 | Jesús Ponce             |
| 2007 | Todos estamos invitados                      | Josu Jon                             | Manuel Gutiérrez Aragón |
| 2008 | Sukalde Kontuak                              |                                      |                         |
| 2008 | Che: Guerrilla                               | David Adriazola Veizaga (Darío)      | Steven Soderbergh       |
| 2009 | Trash                                        | David                                | Carles Torras           |
| 2010 | La Herencia Valdemar                         | Nicolás Trémel                       | José Luis Alemán        |
| 2010 | Els perdedors                                | Cougar                               | Sylvain White           |
| 2010 | La Herencia Valdemar II: La Sombra Prohibida | Nicolás Trémel                       | José Luis Alemán        |
| 2011 | Pirates of the Caribbean: On Stranger Tides  | "El Español"                         | Rob Marshall            |
| 2012 | ¡Atraco!                                     |                                      | Eduard Cortés           |
| 2012 | The Cold Light of Day                        |                                      | Dueño de Frabrik        |
| 2014 | Cantinflas                                   | "Mario Fortino Alfonso Moreno Reyes" |                         |
| 2015 | After Words                                  |                                      | Juan Feldman            |
| 2016 | The Shallows                                 |                                      | Jaume Collet-Serra      |

## Premis i nominacions

### Premis
- 2006. Goya al millor actor per Camarón

### Nominacions
- 2004. Goya al millor actor per Noviembre
- 2010. Gaudí al millor actor per Trash